# Liste der Bodendenkmale in Wensin
In der Liste der Bodendenkmale in Wensin sind die Bodendenkmale der Gemeinde Wensin nach dem Stand der Bodendenkmalliste des Archäologischen Landesamts Schleswig-Holstein von 2016 aufgelistet. Die Baudenkmale sind in der Liste der Kulturdenkmale in Wensin aufgeführt.
| Denkmal-ID           | Befundart           | Bezeichnung                                         | Zeitstellung                            | Lage | Bemerkungen | Bild |
| -------------------- | ------------------- | --------------------------------------------------- | --------------------------------------- | ---- | ----------- | ---- |
| aKD-ALSH-Nr. 004 583 | Befestigung > Wall  | Landwehr/Wall/Schanze/Panzergraben                  | Frühgeschichte, Neuzeit, Zeitgeschichte |      |             |      |
| aKD-ALSH-Nr. 004 584 | Grabmal > Grabhügel | Grabhügel                                           | Vor- und/oder Frühgeschichte            |      |             |      |
| aKD-ALSH-Nr. 004 585 | Grabmal > Grabhügel | Grabhügel                                           | Vor- und/oder Frühgeschichte            |      |             |      |
| aKD-ALSH-Nr. 004 586 | Grabmal > Grabhügel | Grabhügel                                           | Vor- und/oder Frühgeschichte            |      |             |      |
| aKD-ALSH-Nr. 004 587 | Befestigung > Burg  | Burg/Motte/Ringwall/Turmhügel „Schierau-Alt Wensin“ | Mittelalter                             |      |             |      |
| aKD-ALSH-Nr. 004 588 | Grabmal > Grabhügel | Grabhügel                                           | Vor- und/oder Frühgeschichte            |      |             |      |
| aKD-ALSH-Nr. 004 589 | Grabmal > Grabhügel | Grabhügel                                           | Vor- und/oder Frühgeschichte            |      |             |      |
| aKD-ALSH-Nr. 004 590 | Grabmal > Grabhügel | Grabhügel                                           | Vor- und/oder Frühgeschichte            |      |             |      |